# Анна Мария Маркони
Анна Мария Маркони (англ. Anna Maria Marconi) — персонаж американских комиксов издательства Marvel Comics, созданный сценаристом Дэном Слоттом и художником Джузеппе Камунколи и впервый появившийся в комиксе Amazing Spider-Man vol. 4 #1 (октябрь 2015). Наиболее известна как одна из союзников супергероя Человека-паука.
Когда Отто Октавиус захватил тело Питера Паркера, он вернулся в Университет Эмпайр-Стейт, чтобы получить докторскую степень, где познакомился с Маркони, которая стала его репетитором по физике. Со временем между Октавиусом и Маркони вспыхнули чувства, которые переросли в отношения. В дальнейшем Король гоблинов погрузил Нью-Йорк в хаос и похитил Анну Марию, из-за чего Октавиус был вынужден отдать Питеру его тело, чтобы тот смог спасти девушку. Узнав правду, Маркони стала верным другом Питера, который, ко всему прочему, предложил ей работу в своей корпорации Parker Industries. Впоследствии Октавиус перенёс сознание в тело робота-ассистента Живого Мозга и попытался убить нового возлюбленного Анны Марии, однако Человек-паук сорвал его планы.
С момента своего первого появления в комиксах героиня фигурировала в других медиа по мотивам продукции Marvel Comics, включая мультсериалы и видеоигры.

## Вне комиксов

### Телевидение
Анна Мария Маркони является одной из второстепенных персонажей мультсериала «Человек-паук» (2017), где её озвучила Катрина Кемп, которая также родилась с карликовостью.

### Видеоигры
Маркони появляется в игре Spider-Man Unlimited (2014). По сюжету, Превосходный Человек-паук спасает её от Зелёного гоблина.